# Działania asymetryczne
Działania asymetryczne – rodzaj zasadniczych działań taktycznych, w których strona przeciwna nie jest zdefiniowana lub jej zdefiniowanie nie jest wystarczające do zastosowania regularnych form walki.
Działania asymetryczne występują wtedy, gdy strona przeciwna znacząco odbiega poziomem technologicznym, kulturowym, a angażowane siły i środki są niewspółmierne do rozmachu prowadzonych działań.

## Podział działań asymetrycznych
Do działań asymetrycznych zalicza się:
- działania specjalne
- działania antyterrorystyczne
- działania przeciwdywersyjne
- działania nieregularne